# Predsednik vlade Švedske
Predsednik vlade Kraljevine Švedske (švedsko: statsminister, dobesedno: državni minister) je vodja Vlade Kraljevine Švedske. Pred letom 1876 Švedska ni imela vodje vlade, ampak le kralja, ki mu je bila dodeljena izvršna oblast. Louis Gerhard De Geer, arhitekt novega dvodomnega Riksdaga iz leta 1866, ki je nadomestil stoletni Riksdag of Estates, je leta 1876 postal prvi premier. 

## Imenovanje
Predsednika švedske vlade imenuje predsednik Riksdaga, t. j. švedskega parlamenta. Izvoljen je z negativnim parlamentarizmom; predsednik vlade je potrjen, če manj kot 175 poslancev (polovica) glasuje z "ne", ne glede na to, koliko je bilo glasov "za" ali vzdržanih.

## Seznam
Glej: Seznam predsednikov vlade Švedske

### Živeči nekdanji predsedniki
- Ingvar Carlsson 1986–1991 in 1994–1996
- Carl Bildt 1991–1994
- Göran Persson 1996–2006
- Fredrik Reinfeldt 2006–2014
- Stefan Löfven 2014–2021
- Magdalena Andersson 2021-2022

## Pisarna in rezidenca
Vladni uradi, vključno s kabinetom predsednika vlade, se nahajajo v okraju Rosenbad v osrednjem Stockholmu, nasproti stavbe Riksdaga na Helgeandsholmnu. Leta 1991 je bila kupljena Sagerjeva hiša (tudi Sagerjeva palača, kot so jo prej imenovali), ki je od leta 1995 zasebna rezidenca predsednika vlade.
Dvorec Harpsund v občini Flen v okrožju Södermanland je od leta 1953 služil kot premierjeva podeželska rezidenca. Dvorec se pogosto uporablja tudi za vladne konference in neformalne vrhove med vlado, industrijo in organizacijami na Švedskem.

## Plača
O plačah ministrov, vključno s predsednikom vlade, odloča Statsrådsarvodesnämnden (Odbor za plače ministrov) iz Riksdaga. Od 1. julija 2019 je mesečna plača predsednika vlade znaša 176.000 švedskih kron.